# Laurent (Name)
Laurent ist ein französischer männlicher Vorname lateinischer Herkunft. Näheres zur Etymologie des Namens siehe unter Laurentius. Laurent ist auch ein Familienname.

## Namensträger

### Vorname
- Laurent Abergel (* 1993), französischer Fußballspieler
- Laurent Aïello (* 1969), französischer Rennfahrer
- Laurent Angliviel de La Beaumelle (1726–1773), französischer Schriftsteller
- Laurent Batlles (* 1975), französischer Fußballspieler
- Laurent von Belgien (* 1963), Mitglied der Belgischen Königsfamilie aus dem Hause Sachsen-Coburg und Gotha
- Laurent Beuret (* 1986), Schweizer Radrennfahrer
- Laurent Binet (* 1972), französischer Schriftsteller
- Laurent Blanc (* 1965), französischer Fußballspieler und -trainer
- Laurent Bonnevay (1870–1957), französischer Politiker
- Laurent Boudouani (* 1966), französischer Boxer
- Laurent Brochard (* 1968), französischer Radrennfahrer
- Laurent Cantet (1961–2024), französischer Filmemacher
- Laurent Clerc (1785–1869), französischer Gehörlosen-Pädagoge
- Laurent Courtois (* 1978), französischer Fußballspieler und Fußballtrainer
- Laurent Cugny (* 1955), französischer Jazzmusiker, Jazzkritiker und Jazzwissenschaftler
- Laurent Daniels (eig. Laurent Peter Holzamer) (* 1963), Schauspieler, Moderator und ehemaliger Sänger
- Laurent Desbiens (* 1969), französischer Radrennfahrer
- Laurent Didier (* 1984), luxemburgischer Radrennfahrer
- Laurent Dufaux (* 1969), Schweizer Radrennfahrer
- Laurent Duvernay-Tardif (* 1991), kanadischer Footballspieler
- Laurent Fabius (* 1946), französischer Politiker (PS)
- Laurent Fignon (1960–2010), französischer Radrennfahrer
- Laurent Fressinet (* 1981), französischer Schachgroßmeister
- Laurent Gané (* 1973), französischer Bahnradsportler
- Laurent Garnier (* 1966), französischer Technoproduzent und DJ
- Laurent Gbagbo (* 1945), Präsident der Elfenbeinküste
- Laurent de Gorrevod († 1529), 1520 Botschafter von Margarete von Österreich bei Heinrich VIII. von England
- Laurent Hô (* 1968), französischer Hardcore-Techno-Musiker und DJ
- Laurent Itti (* 1970), französischer Forscher
- Laurent Jalabert (* 1968), französischer Radrennfahrer
- Laurent Joubert (1529–1582), französischer Mediziner und Chirurg
- Laurent-Désiré Kabila (1939–2001), 1997–2001 Präsident der Demokratischen Republik Kongo
- Laurent Lafforgue (* 1966), französischer Mathematiker
- Laurent Mangel (* 1981), französischer Radrennfahrer
- Laurent Mars (* 1985), belgischer Radrennfahrer
- Laurent Munier (* 1966), Handballspieler und -manager
- Laurent Nkunda (* 1967), kongolesischer General und Rebellenführer
- Laurent Robert (* 1975), französischer Fußballspieler
- Laurent Robuschi (* 1935), französischer Fußballspieler
- Laurent Roux (* 1972), französischer Radrennfahrer
- Laurent Schwartz (1915–2002), französischer Mathematiker
- Laurent Terzieff (1935–2010), französischer Schauspieler
- Laurent Tirard (1967–2024), französischer Drehbuchautor und Filmregisseur
- Laurent Véronnez (* 1977), belgischer Trance-Musiker
- Laurent Wolf (* 1971), französischer DJ und House-Produzent

### Familienname

#### A
- Adam Laurent (* 1971), US-amerikanischer Radrennfahrer
- Alex Laurent (* 1993), luxemburgisch-deutscher Basketballspieler
- Alexandre Laurent, französischer Filmregisseur und Drehbuchautor
- Alphonse-Jean Laurent (1808–1877), französischer Autor und Mitarbeiter von Honoré de Balzac, siehe Laurent-Jan
- Amaury de Farcy de Saint-Laurent (1652–1729), deutscher Generalleutnant der Kavallerie
- Auguste Laurent (1807–1853), französischer Chemiker
- Augustin Laurent (1896–1990), französischer Politiker, Mitglied der Nationalversammlung und Minister
- Axel Laurent-Christensen (1895–1968), dänischer Arzt

#### B
- Bruno Laurent (* 1975), belgischer Schachspieler

#### C
- Camille Laurent-Gengoux (* 1976), französischer Mathematiker
- Charles Laurent (Widerstandskämpfer) (1879–1965), französischer Widerstandskämpfer
- Charles Laurent (Fußballspieler) (1910–1987), französischer Fußballspieler
- Charles François Laurent (1856–1939), französischer Diplomat
- Chloé Laurent (* 1981), französische Snowboarderin
- Christophe Laurent (* 1977), französischer Radrennfahrer
- Clayton Laurent (* 1990), Boxer von den Amerikanischen Jungferninseln

#### D
- Draghixa Laurent (* 1973), französische Pornodarstellerin

#### E
- Emelyne Laurent (* 1998), französische Fußballspielerin
- Eugen Laurent (1844–1921), deutscher Richter

#### F
- Francis Laurent (* 1986), französischer Fußballspieler
- François Laurent (1810–1887), luxemburgischer Rechtsgelehrter und Historiker
- Françoise Laurent-Perrigot (* 1950), französische Politikerin

#### G
- Géraldine Laurent (* 1975), französische Saxophonistin
- Gilles Laurent, französischer Biochemiker
- Goulven Laurent (1925–2008), französischer Wissenschaftshistoriker
- Grégoire Laurent (1906–1985), luxemburgischer Boxer und Boxtrainer
- Greta Laurent (* 1992), italienische Skilangläuferin

#### H
- Henri Laurent (1881–1954), französischer Fechter
- Hermann Laurent (1841–1908), französischer Mathematiker
- Hugues Laurent (1885–1990), französischer Filmarchitekt und Regisseur

#### J
- Jacqueline Laurent (1918–2009), französische Schauspielerin
- Jacques Laurent (1919–2000), französischer Schriftsteller und Journalist
- Jean Laurent (Fotograf) (1816–1886), französischer Fotograf, der überwiegend in Spanien arbeitete
- Jean Laurent (Fußballspieler) (1906–1995), französischer Fußballspieler
- Jean Laurent (Geiger) (1909–2001), belgischer Violinist und Musikpädagoge
- Johann Laurent (Maler) (1598–1680), deutscher Maler
- Johann Christian Mauritz Laurent (1810–1876), deutscher Philologe und Bibliothekar
- Johannes Theodor Laurent (1804–1884), deutscher Geistlicher, Apostolischer Vikar von Luxemburg
- Josef Laurent (Bibliothekar) (1808–1867), deutscher Archivar und Bibliothekar
- Joseph Laurent (1853–1923), deutscher Architekt und Baubeamter
- Joseph Jean Pierre Laurent, französischer Astronom

#### K
- Karine Laurent Philippot (* 1974), französische Skilangläuferin

#### L
- Léon Laurent-Pichat (1823–1886), französischer Schriftsteller und Politiker
- Lionel Laurent (* 1964), französischer Biathlet
- Lucien Laurent (1907–2005), französischer Fußballspieler
- Lucien Laurent-Gsell (1860–1944), schweizerisch-französischer Maler

#### M
- Marcel Laurent (1913–1994), französischer Radrennfahrer
- Marie Laurent (1944–2015), französische Automobilrennfahrerin
- Mélanie Laurent (* 1983), französische Schauspielerin
- Méry Laurent (1849–1900), französische Kokotte und Muse
- Michel Laurent (* 1953), französischer Radrennfahrer
- Mickaël Laurent, französischer Radrennfahrer
- Mireille Laurent (1938–2015), französische Badmintonspielerin
- Monique Laurent (* 1960), französische Mathematikerin

#### N
- Nadine Laurent (* 2003), italienische Skilangläuferin

#### P
- Paul Laurent (1925–1990), französischer Politiker
- Pierre Laurent (Produzent) (1912–1991), französischer Filmproduzent
- Pierre Laurent (Politiker) (* 1957), französischer Politiker
- Pierre Laurent (Fußballspieler) (* 1970), französischer Fußballspieler
- Pierre Alphonse Laurent (1813–1854), französischer Mathematiker
- Pierre Laurent (Schauspieler) (* 1956), französischer Schauspieler und Synchronsprecher

#### R
- Raymond Laurent (1917–2005), belgischer Herpetologe
- Rémi Laurent (1957–1989), französischer Schauspieler
- Robert Laurent (1908–2001), französischer Historiker
- Roger Laurent (1913–1997), belgischer Automobilrennfahrer

#### S
- Sophie Laurent (1792–1832), deutsche Schauspielerin

#### T
- Thomas Laurent (* 1998), französischer Automobilrennfahrer
- Tony Laurent-Gonnet (* 2003), thailändisch-französischer Fußballspieler

#### V
- Vivi Laurent-Täckholm (1898–1978), schwedische Botanikerin und Schriftstellerin